# Werner Lämmerhirt

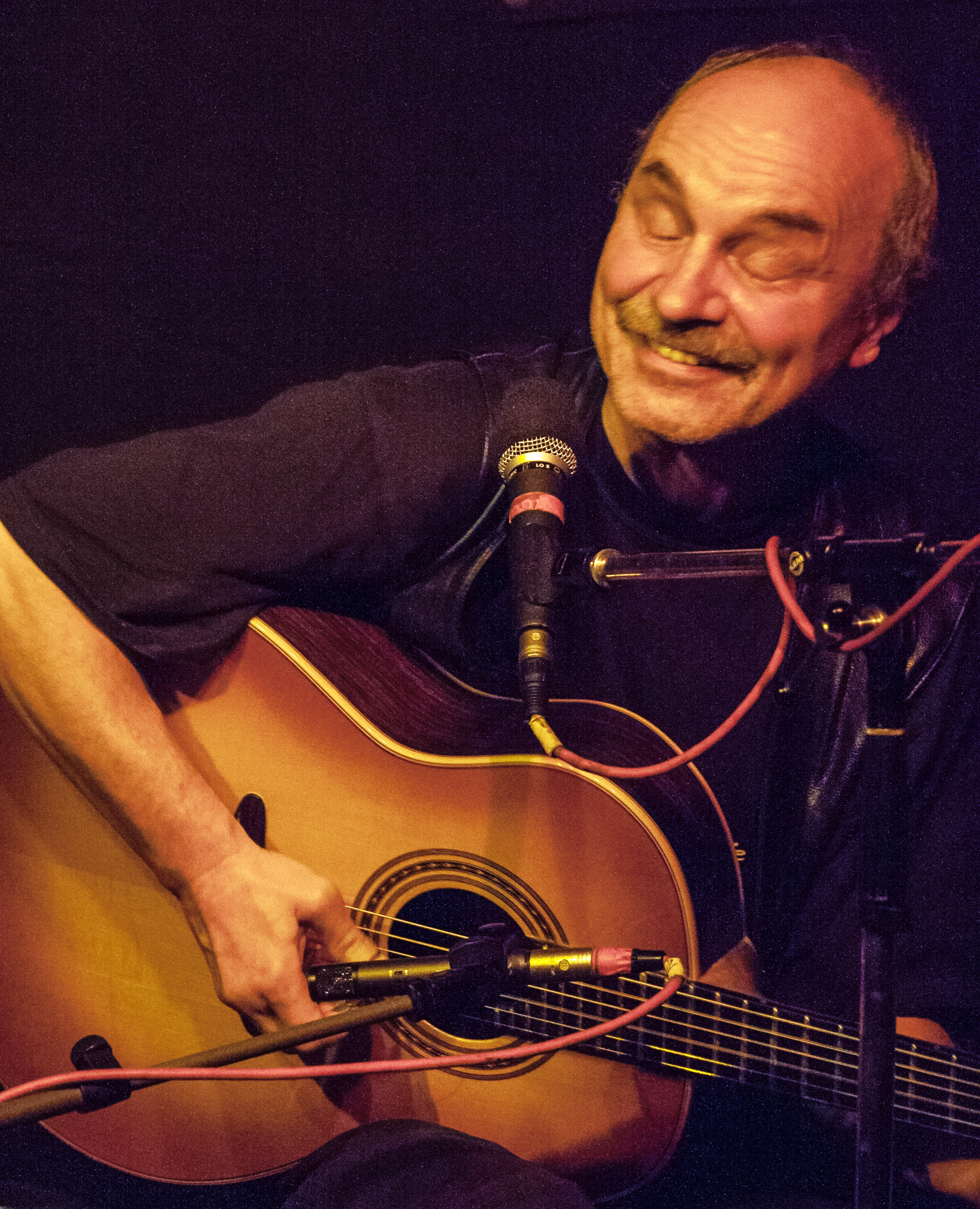
Werner Lämmerhirt (2008)

Werner Lämmerhirt (* 17. März 1949 in Berlin; † 14. Oktober 2016 in Bodenwerder) war ein deutscher Gitarrist, Sänger und Komponist.

## Leben
Lämmerhirt gilt als Wegbereiter der Fingerstyletechnik in Deutschland. Er wirkte in den 1970er Jahren als Studiomusiker an Aufnahmen von Hannes Wader mit und begleitete ihn auf Tourneen. Sein virtuoses Gitarrenspiel orientierte sich am US-amerikanischen Country Blues und an Gitarristen wie Marcel Dadi und Davey Graham. Dessen Instrumentalstück Angi befindet sich – mit dem Titel Angie – auf Lämmerhirts erstem Soloalbum, das 1974 auf dem Plattenlabel Stockfisch Records veröffentlicht wurde.
Ein weiteres Charakteristikum war seine rauchige Gesangsstimme. 1975 nahm er unter anderem mit den Gitarristen Klaus Weiland und Sammy Vomáčka ein vielbeachtetes Session-Album auf. Im Laufe der Jahre entstanden etliche musikalische Projekte mit anderen Musikern wie Michael Lohrengel, Peter Ratzenbeck, Peter Finger, Colin Wilkie und Wizz Jones. Während er auf den frühen Alben meist englischsprachige Songs auswählte oder selber schrieb, präsentierte Lämmerhirt auf seinen späteren Alben eigene deutschsprachige Lieder. 1998 wurde er mit dem Ravensburger Kupferle ausgezeichnet.
Ab 2001 veranstalteten Lämmerhirt und der Kunst- und Kulturverein Kultini e. V. jedes Jahr im November die Veranstaltung „Nacht der leisen Töne“ in seinem Wohnort Bodenwerder.
Im August 2016 gab er auf seiner Webpräsenz das Ende seiner Karriere bekannt. Zuvor hatte er alle anstehenden Konzerte aus gesundheitlichen Gründen abgesagt. Lämmerhirt starb, an Krebs erkrankt, am 14. Oktober 2016.

## Instrumente
Lämmerhirt spielte als Hauptinstrument bis zu seinem dritten Soloalbum (1976) eine Martin D-35S, eine Dreadnought-Gitarre mit geschlitzter Kopfplatte und Halsansatz am zwölften Bund. Danach verwendete er Instrumente des deutschen Gitarrenbauers Oetter. Bei Stücken, die mit Effektgeräten und elektrischer Verstärkung gespielt wurden, wie z. B. To Live by the River  vom Album All Alone, kam eine Ovation-Gitarre zum Einsatz. Ab Ende der 1990er Jahre spielte Lämmerhirt auf Gitarren von Knut Welsch aus Erlangen und Stevens aus München.

## Diskografie
| - Ten Thousand Miles (1974, Stockfisch) - With Friends—For Friends (1975, Stockfisch) – unter anderem mit Klaus Weiland und Sammy Vomáčka - Die Dritte (1976, Froggy Records, Stockfisch) - White Spots (1978, Froggy Records) – unter anderem mit Peter Ratzenbeck - All Alone (1979, Froggy Records) - Roll on River (1981, Folk Freak) – mit Wizz Jones - Crossroads (1982, Froggy Records) - Personal Favourites (1986, Froggy Records) - White Water (1988, Stockfisch) - Die frühen Jahre (1991, Stockfisch) – Zusammenstellung der beiden ersten Alben auf CD - Inbetween Times (1992, Stockfisch) - Collection I (1995, Stockfisch) - Collection II (1995, Stockfisch) - Mit Pauken und Trompeten (1997, Stockfisch) - SaitenZauber (1999, Stockfisch) - Heimspiel (2003, Toca Records) - Harte Zeiten (2007, Dmg / Broken Silence) - Zeitreise (2009, Bluebird Café Berlin) – Zusammenstellung von Instrumental-Aufnahmen aus den Jahren 1976 bis 1999 - Sicht-Weisen (2011, Dmg / Broken Silence) - Eine halbe Ewigkeit (2016, Stockfisch) – mit Peter Finger, Biber Herrmann, Jens Kommnick, Joscho Stephan, Manfred Leuchter, Beo Brockhausen, Hans-Jörg Maucksch | - 1971 – Hannes Wader: Ich hatte mir noch so viel vorgenommen - 1972 – Hannes Wader: 7 Lieder - 1972 – Alex Campbell: Life Is Just That Way - 1972 – Folk-Pub Berlin - 1973 – Guy & Candy Carawan: Sitting on Top of the World - 1975 – Acoustic Guitar Scene - 1975 – Ingelheim Festival - 1976 – Gitarre ’76 - 1976 – Knut Kiesewetter: Fresenhof - 1978 – Folk Friends I - 1979 – Acoustic Guitar Festival - 1980 – Gitarrenspiele (mit David Qualey, Peter Finger, Sammy Vomáčka, Juraj Galan, Martin Kolbe, Ralf Illenberger, Sebastião Tapajós und Martin Müller) - 1980 – Hannes Wader: Es ist an der Zeit - 1981 – Folk Friends II - 1985 – Hannes Wader: Liebeslieder - 1991 – Hannes Wader: Nie mehr zurück - 1992 – SWF-Bluesfestival 1981–1991 – I Love The Blues They Hurt So Good: Werner Lämmerhirt & Le Clou, Titel Kokomo Blues - 1996 – Davey Arthur: The Big Easy - 2007 – Peter Kroll-Ploeger: Eat at Own Risk - 2007 – Biber Herrmann: Rainbow Walker |

## Noten und Tabulaturen
- Werner Lämmerhirt: Pickings. Bad Godesberg 1981, ISBN 3-8024-0098-4.
- Werner Lämmerhirt: Keep On Picking. Bad Godesberg 1986, ISBN 3-8024-0152-2.
- Various Artists: Spieltechniken der Folkgitarre. >Stefan Grossman . Doc Watson . Dave Evans . Werner Lämmerhirt . David Qualey . Marcel Dadi<. Edition Metropol, Köln.
- Werner Lämmerhirt – Die frühen Jahre, AMB3009
- Werner Lämmerhirt – Ein Liederbuch, AMB3010